# Jakub Jan Lemeunier
Jakub Jan Lemeunier (ur. w 1747 w Mortagne, zm. 2 września 1792 w Paryżu) – błogosławiony Kościoła katolickiego, francuski duchowny, męczennik.

## Życiorys
Jakub Jan Lemeunier urodził się w 1747 roku. Był kapłanem. Został zamordowany podczas rewolucji francuskiej z innymi kapłanami. Beatyfikował go Pius XI w dniu 17 października 1926 roku, w grupie 191 męczenników z Paryża.